# 白石斧脂鯉
白石斧脂鯉（学名：Triportheus albus）為輻鰭魚綱脂鯉目脂鯉亞目脂鯉科的其中一個種。其种加词“albus”意为“白色的”。分布於南美洲巴西亞馬遜河、托坎廷斯河、阿拉瓜河流域，體長可達15.1公分，棲息在底中層水域，生活習性不明。